# ملانور-باخیتوو
ملانور-باخیتوو (انگلیسی: Mullanur-Bakhitovo) یک شهرک در شهرستان بیژبولیاکسکی باشقیرستان کشور روسیه است.